# Cablotales
Cablotales é uma localidade em Honduras perto de Santa Bárbara.
Em 19 de novembro de 2014, María José Alvarado, que estava prestes a participar do Miss Mundo 2014, foi encontrada morta em Cablotales, ao lado de sua irmã. O namorado da irmã estava bêbado e responsável por matá-la em uma festa.